# Keep Calm and Carry On

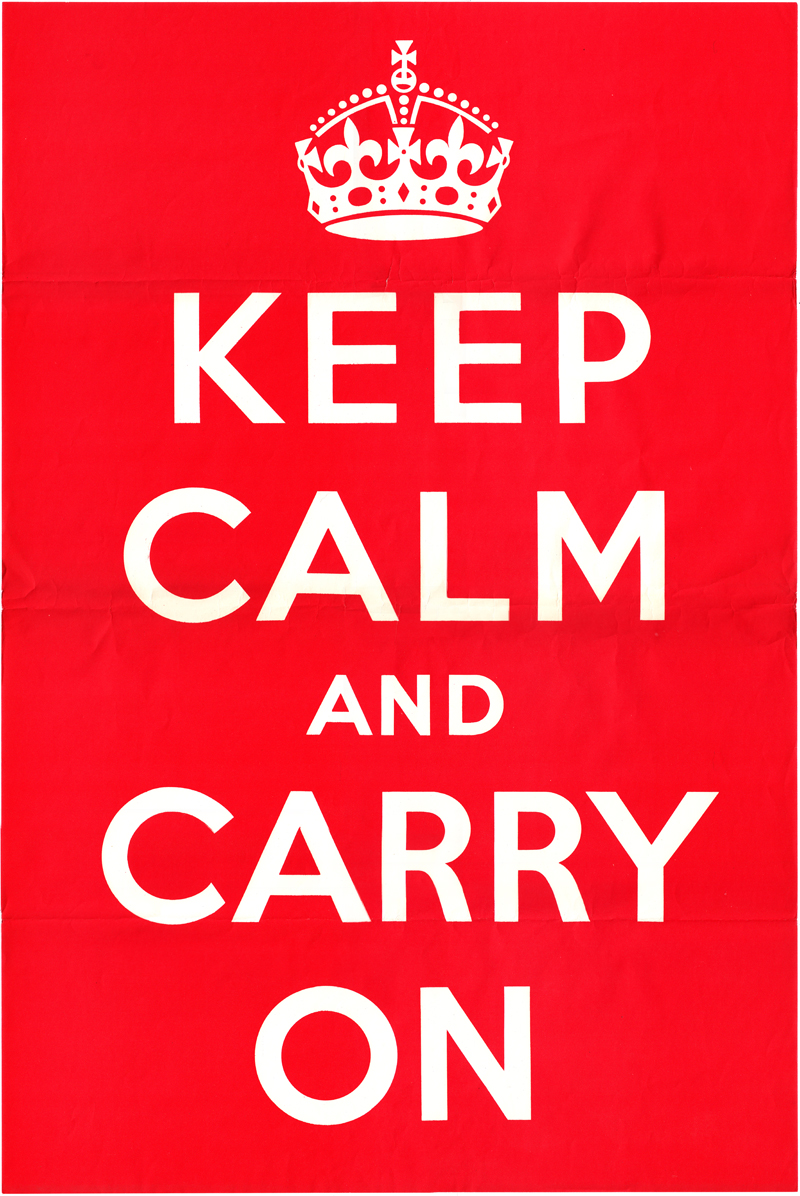
Plakát

Keep Calm and Carry On (Zachovej klid a pokračuj) byl propagandistický plakát, který vytvořilo britské ministerstvo informací v červenci 1939, a jímž reagovalo na hrozbu války s Německem a zejména hrozbu bombardování britských měst, jež se předpokládalo. Heslo Keep Calm and Carry On se nacházelo na prostém červeném podkladu a mělo nad sebou tudorovskou korunu. Jméno grafika plakátu není známo. Vytištěno bylo 2,4 miliony plakátů, rozšířeny byly až v roce 1940, po zahájení bombardování. Heslo i plakát neměly ve své době nijak velký ohlas a byly na dlouho zapomenuty, než ho po roce 2000 začala masivně používat populární kultura a marketing. Plakát se stal memem. Na počátku vlny zájmu bylo knihkupectví Barter Books, které jeden původní plakát roku 2000 vystavilo a zájem o něj přivedl majitele k nápadu vyrábět a prodávat jeho kopie. Plakát se časem stal jakýmsi symbolem Británie a obecněji stoického postoje k životu. Byl nesčetněkrát citován, parafrázován či parodován. Stejný osud nepotkal další dva plakáty ze stejné série z roku 1939, které měly spíše burcující nápisy "Freedom Is in Peril - Defend It With All Your Might" ("Svoboda je v ohrožení - Braň ji vší silou") a "Your Courage, Your Cheerfulness, Your Resolution Will Bring Us Victory" ("Tvá odvaha, tvůj optimismus, tvá rozhodnost nám přinese vítězství").